# Norman Rosten
Norman Rosten (Fallsburg, 1º gennaio 1913 – 7 marzo 1995) è stato uno scrittore statunitense.

## Biografia
Figlio di immigranti russi che trovarono riparo negli Stati Uniti d'America, gran parte della sua vita la passò nella città di Brooklyn, studiò al Brooklyn College e all'università di New York, si sposò con Hedda Rosten.
Divenne amico di Marilyn Monroe, fu uno dei beneficiari del testamento dell'attrice, a lui furono donati 5.000 dollari che avrebbe dovuto utilizzare per gli studi della figlia, Patricia.

## Riconoscimenti
- 1940 Yale Series of Younger Poets Competition
- 1941 Guggenheim Fellowship [2]

## Opere
- Return Again, Traveler, Yale University Press, 1940
- The big road: a narrative poem, Rinehart & Company, Inc., 1946
- Selected Poems, G. Braziller, 1979, ISBN 978-0-8076-0938-5.
- Patricia Rosten Filan (a cura di), A City Is, Illustrator Melanie Hope Greenberg, Macmillan, 2004, ISBN 978-0-8050-6793-4.
- First Stop to Heaven,  1941
- Mister Johnson, Dramatists Play Service, Inc., 1969, ISBN 978-0-8222-0764-1.  (première nel 1956)
- Mardi Gras
- The Golden Door
- Come Slowly, Eden, Dramatists Play Service, Inc., 1967, ISBN 978-0-8222-0228-8.
- Under the Boardwalk, Prentice-Hall, 1968
- Over and Out, G. Braziller, 1972
- Love in All Its Disguises, Arbor House, 1981, ISBN 978-0-87795-324-1.
- Neighborhood Tales, G. Braziller, 1986, ISBN 978-0-8076-1152-4.
- Marilyn: An Untold Story, New American Library, 1973